# Naturschutzgebiet Büemker Bach und Nebensiepen
Das Naturschutzgebiet Büemker Bach und Nebensiepen liegt mit einer Größe von 32,1 ha zwischen Wenholthausen und Büemke im Gemeindegebiet von Eslohe. Das Gebiet wurde 2008 mit dem Landschaftsplan Eslohe durch den Hochsauerlandkreis als Naturschutzgebiet (NSG) ausgewiesen.

## Gebietsbeschreibung
Es handelt sich um ein Bachtal vom Büenfelder Bach mit Quellen, Feuchtgrünland, Magergrünland und Gehölzen. Die steilen nördlich exponierten Hänge werden von Weidegrünland eingenommen. Zahlreiche Gehölzgruppen und Hecken ziehen sich entlang alter Wirtschaftswege und untergliedern das Gebiet. Ebenfalls in Hanglage befindet sich ein beweideter Hainbuchenbestand, der Spuren einer ehemaligen Niederwaldnutzung aufweist. Hangabwärts schließt sich eine Weide mit Magerkeitszeiger und Borstgraselementen an. Der naturnahe und strukturreiche Büenfelder Bach wird von Erlen- und Weidengehölzen sowie von Uferhochstaudenfluren gesäumt. Im Auenbereich sind kleinflächige Feuchtgrünlandfragmente erhalten, die zu den mehr oder weniger intensiv genutzten Viehweiden überleiten. Innerhalb einer mageren Weide im Südwesten des Gebietes befinden sich kleinere Felsklippen. Der Ostteil wird durch zwei in den Büenfelder Bach einmündende Fließgewässer geprägt, die im Quellbereich durch z. T. sehr steile und tief eingeschnittene Siepen fließen. Die Seitenbäche fließen abschnittsweise durch Fichtenforste, wobei sich die ursprüngliche Bachvegetation aber noch erhalten hat. Mittel- und Unterlauf der beiden Bäche werden ebenfalls durch Grünland geprägt.
Der Landschaftsplan führt zum Naturschutzgebiet aus:

„Das Büenfelder Bachtal nimmt mit seinen zahlreichen, gut erhaltenen Elementen der naturnahen Kulturlandschaft wie Mager- und Feuchtgrünländer, Felsbiotopen, strukturreichen Gehölzen und gering beeinträchtigten Fließgewässern einen hervorragenden Platz innerhalb vergleichbarer Täler im Naturraum "Innersauerländer Senken" ein. Im Verbund mit dem sich am nördlichen Gegenhang befindlichen Gebietes BK-4715-422 stellt das Gebiet ein unbedingt schützenswertes Rückzugsgebiet für das Artenspektrum der extensiv genutzten Kulturlandschaft des Mittelgebirgsraumes da.“

## Schutzzweck
Schutzzweck ist der Schutz eines Bachtales mit großer struktureller Vielfalt.

## Pflanzenarten im NSG
Auswahl durch das Landesamt für Natur, Umwelt und Verbraucherschutz Nordrhein-Westfalen dokumentierter Pflanzenarten: Acker-Witwenblume, Alpen-Hexenkraut, Aronstab, Bach-Quellkraut, Bachbunge, Besenginster, Bitteres Schaumkraut, Blutwurz, Brennender Hahnenfuß, Buchenfarn, Echte Nelkenwurz, Echter Baldrian, Echter Wurmfarn, Echtes Johanniskraut, Echtes Mädesüß, Echtes Springkraut, Eichenfarn, Einbeere, Frauenfarn, Färber-Ginster, Gegenblättriges Milzkraut, Gemeiner Hohlzahn, Gemeines Beckenmoos, Gewelltes Plattmoos, Gewöhnliche Goldnessel, Gewöhnliche Pestwurz, Gewöhnliches Ferkelkraut, Gras-Sternmiere, Großer Dornfarn, Großes Hexenkraut, Gundermann, Hain-Gilbweiderich, Hain-Sternmiere, Harzer Labkraut, Heidelbeere, Jakobs-Greiskraut, Kegelkopfmoos, Kleine Bibernelle, Kleiner Dornfarn, Kleiner Odermennig, Kleines Habichtskraut, Knoblauch-Gamander, Knotige Braunwurz, Kohldistel, Kriechender Günsel, Kriechender Hahnenfuß, Kuckucks-Lichtnelke, Magerwiesen-Margerite, Mittleres Hexenkraut, Quell-Sternmiere, Quellen-Hornkraut, Rauhhaariger Kälberkropf, Rosenrotes Weidenröschen, Rundblättrige Glockenblume, Ruprechtskraut, Oregano, Salbei-Gamander, Scharfer Hahnenfuß, Schlangen-Knöterich, Schmalblättriger Merk, Schwanenhals-Sternmoos, Schönes Kranzmoos, Sparriges Kranzmoos, Sumpf-Dotterblume, Sumpf-Vergissmeinnicht, Ufer-Schnabeldeckelmoos, Vielblütiges Lippenbechermoos, Wald-Ehrenpreis, Wald-Engelwurz, Wald-Schaumkraut, Wald-Ziest, Waldmeister, Wasserdost, Wasserpfeffer, Wiesen-Flockenblume, Wiesen-Pippau, Wiesen-Schaumkraut, Wirbeldost, Zaun-Wicke, Zerbrechlicher Blasenfarn und Zottiges Weidenröschen.